# جوایز ناقوس بزرگ
جایزهٔ ناقوس بزرگ (کره‌ای: 대종상 영화제; هانجا: Daejongsang Yeonghwajae) نام یک جایزه سینمایی است که توسط «انجمن فیلم کره» به برترین‌های سینما در کره جنوبی اعطا می‌شود.
اگرچه در سال‌های اخیر شایعات و حواشی گوناگونی همچون وجودِ رشوه و فشارهای دولتی دربارهٔ این جایزه و نحوهٔ اعطای آن وجود دارد، اما همچنان به عنوان قدیمی‌ترین و پایاترین جایزهِ فیلم در کره جنوبی، اعتبار خود را حفظ کرده‌است.
جایزه ناقوس بزرگ، معادل کره‌ای جایزه اسکار در ایالات متحده آمریکا است.